# Jacob El Aida Chaffey
Jacob El Aida Chaffey (* 8. November 2001) ist ein maltesischer Leichtathlet, der sich auf den Sprint spezialisiert hat.

## Sportliche Laufbahn
Erste Erfahrungen bei internationalen Meisterschaften sammelte Jacob El Aida Chaffey im Jahr 2018, als er bei den Hallenweltmeisterschaften in Birmingham mit 7,09 s in der ersten Runde im 60-Meter-Lauf ausschied. Im Juli schied er bei den U18-Europameisterschaften in Győr mit 21,60 s im Halbfinale im 200-Meter-Lauf aus, ehe er bei den U20-Weltmeisterschaften in Tampere mit 22,17 s nicht über den Vorlauf hinauskam. Im Oktober nahm er an den Olympischen Jugendspielen in Buenos Aires teil und gelangte dort auf Rang 20 über 200 Meter. Im Jahr darauf schied er bei den U23-Mittelmeer-Hallenmeisterschaften in Miramas mit 7,11 s im Vorlauf über 60 Meter aus und im Mai schied er bei den Spielen der kleinen Staaten von Europa (GSSE) in Bar mit 11,23 s und 22,74 s jeweils in der Vorrunde über 100 und 200 Meter aus. Anschließend schied er bei den U20-Europameisterschaften in Borås mit 21,93 s im Halbfinale über 200 Meter aus. 2024 schied er bei den Balkan-Meisterschaften in Izmir mit 11,07 s in der Vorrunde im 100-Meter-Lauf aus und gewann mit der maltesischen 4-mal-100-Meter-Staffel in 40,57 s die Bronzemedaille hinter den Teams aus der Türkei und Griechenland.
In den Jahren von 2018 bis 2020 wurde El Aida Chaffey maltesischer Meister im 100- und 200-Meter-Lauf.

## Persönliche Bestleistungen
- 100 Meter: 10,73 s (−1,6 m/s), 1. Juni 2024 in Izmir
  - 60 Meter (Halle): 6,92 s, 7. Dezember 2019 in Sheffield
- 200 Meter: 21,78 s (+0,9 m/s), 1. Juni 2024 in Marsa